# Bourdettes
Bourdettes es una comuna francesa de la región de Aquitania en el departamento de Pirineos Atlánticos.
Bourdettes fue mencionada por primera vez en el año 1385 con el nombre de Bordetes.

## Demografía
| 174 | 216 | - | - | 321 | 342 |
| Para los censos de 1962 a 1999 la población legal corresponde a la población sin duplicidades (Fuente: INSEE [Consultar]) |     |   |   |     |     |